# Tupandactylus
Tupandactylus ("dedo de Tupan", en referencia al dios del trueno Tupi) es un género de pterosaurio pterodactiloide tapejarido de la Formación Crato del Cretácico Inferior de Brasil. Destaca por su gran cresta craneal, compuesta en parte de hueso y en parte de tejido blando. El género Tupandactylus contiene dos especies, ambas con grandes crestas de diferentes  formas que pueden haber sido utilizadas para defenderse de depredadores, señalizar y exhibir a otros Tupandactylus, al igual que los tucanes usan sus picos brillantes para enviarse señales entre sí. Las crestas de Tupandactylus consistían en una cresta semicircular sobre el hocico y, en el caso de la especie tipo T. imperator, una púa ósea que se extendía hacia atrás detrás de la cabeza. Una segunda especie, T. navigans, carecía de esta púa y tenía una cresta mucho más vertical. Las impresiones de tejidos blandos también muestran que las pequeñas crestas óseas estaban extendidas por una estructura mucho más grande hecha de material queratinoso. La cresta completa de T. navigans se elevó en una "cúpula" afilada, parecida a una vela, muy por encima del resto del cráneo.
Tupandactylus se basa en el material de MCT 1622-R, un cráneo casi completo, encontrado en la Formación Santana. Fue descrito inicialmente como una especie de Tapejara, pero la investigación posterior indicó que era un género aparte. El cráneo era desdentado y tenía una cresta sagital prominente, el frente de la cresta tenía una barra huesuda alta que se extendía hacia arriba y atrás, la parte posterior de la cresta tenía un hueso proyectado hacia atrás. El bulto de la cresta estaba compuesto de tejido blando similar a la queratina, apoyado por los dos puntales huesudos.

## Clasificación

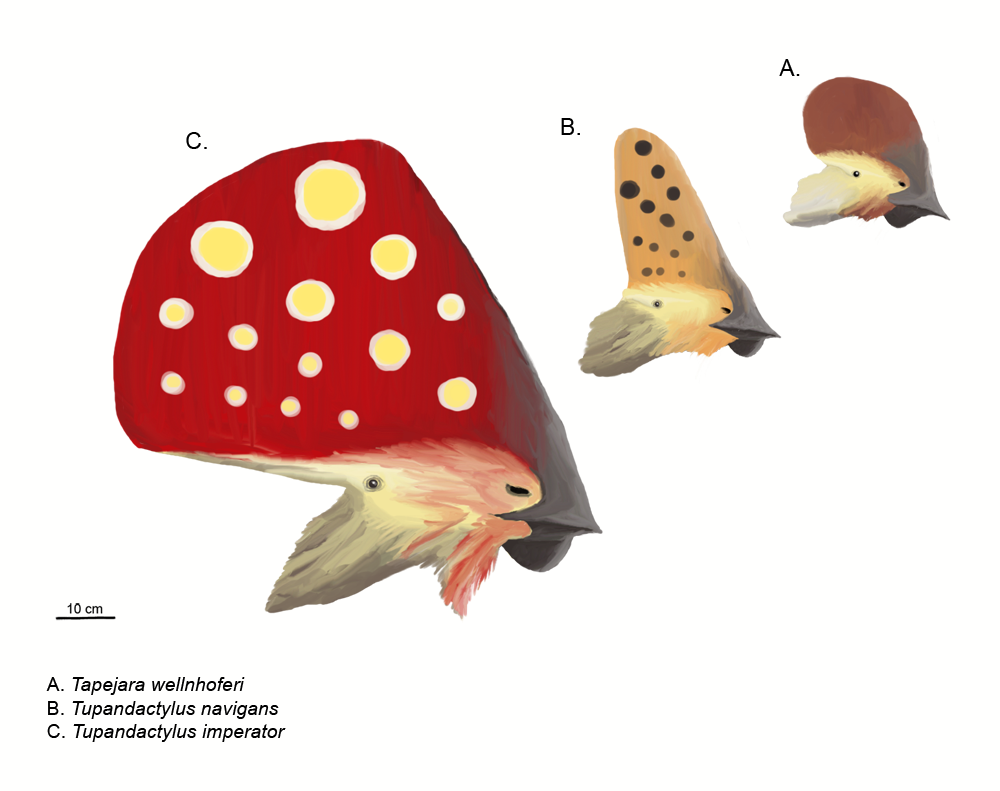
Perfiles reconstruidos (de arriba abajo) Tapejara wellnhoferi, Tupandactylus navigans y Tupandactylus imperator

En 2006, varios investigadores, incluyendo Kellner y Campos (quienes nombraron a Tupandactylus), habían encontrado que las tres especies asignadas tradicionalmente al género Tapejara ( T. wellnhofferi, T. imperator y T. navigans) son de hecho distintas en anatomía y en sus relaciones con otros pterosaurios, y necesitaban un nuevo nombre genérico. No hubo acuerdo en como reclasificar las especies. Kellner y Campos consideraban que sólo T. imperator pertenecía a otro género con un nuevo nombre, creando Tupandactylus. Sin embargo, otro estudio publicado en 2007 por Unwin y Martill encontró que T. navigans era realmente el más estrechamente vinculado a T. imperator y que pertenecía a un género aparte de Tapejara. En 2007 Unwin y Martill anunciaron el nuevo género nombrándolo Ingridia. Sin embargo, cuando publicaron este nombre en 2007, asignaron a T. imperator como la especie tipo de su nuevo género, y a T. navigans también lo incluyeron como especie de Ingridia. Además, el trabajo de Unwin y de Martill no fue publicado hasta varios meses después del trabajo de Kellner y Campos. Por lo tanto Ingridia se considera un sinónimo más moderno de Tupandactylus. No fue hasta 2011 que T. navigans fue reclasificado formalmente en el género Tupandactylus, en un estudio subsecuente que apoyaba las conclusiones de Unwin y Martill en 2007.
El siguiente cladograma sigue al análisis de 2011 realizado por Felipe Pinheiro y colaboradores.
|  | Thalassodromeus sethi                                                         |
|  |                                                                               |
|  | \| \| Tupuxuara deliradamus \| \| \| \| \| \| Tupuxuara leonardii \| \| \| \| |
|  |                                                                               |
|  | Tupuxuara deliradamus                                                         |
|  |                                                                               |
|  | Tupuxuara leonardii                                                           |
|  |                                                                               |

|  | Tupuxuara deliradamus |
|  |                       |
|  | Tupuxuara leonardii   |
|  |                       |

|  | Jidapterus edentus           |
|  |                              |
|  | Shenzhoupterus chaoyangensis |
|  |                              |
|  | Chaoyangopterus zhangi       |
|  |                              |

|  | Sinopterus jii   |
|  |                  |
|  | Sinopterus dongi |
|  |                  |

|  | Huaxiapterus benxiensis |
|  |                         |
|  | Huaxiapterus corollatus |
|  |                         |

|  | Tapejara wellnhoferi                                                               |
|  |                                                                                    |
|  | \| \| Tupandactylus navigans \| \| \| \| \| \| Tupandactylus imperator \| \| \| \| |
|  |                                                                                    |
|  | Tupandactylus navigans                                                             |
|  |                                                                                    |
|  | Tupandactylus imperator                                                            |
|  |                                                                                    |

|  | Tupandactylus navigans  |
|  |                         |
|  | Tupandactylus imperator |
|  |                         |

|  | Huaxiapterus benxiensis |
|  |                         |
|  | Huaxiapterus corollatus |
|  |                         |

|  | Tapejara wellnhoferi                                                               |
|  |                                                                                    |
|  | \| \| Tupandactylus navigans \| \| \| \| \| \| Tupandactylus imperator \| \| \| \| |
|  |                                                                                    |
|  | Tupandactylus navigans                                                             |
|  |                                                                                    |
|  | Tupandactylus imperator                                                            |
|  |                                                                                    |

|  | Tupandactylus navigans  |
|  |                         |
|  | Tupandactylus imperator |
|  |                         |

|  | Sinopterus jii   |
|  |                  |
|  | Sinopterus dongi |
|  |                  |

|  | Huaxiapterus benxiensis |
|  |                         |
|  | Huaxiapterus corollatus |
|  |                         |

|  | Tapejara wellnhoferi                                                               |
|  |                                                                                    |
|  | \| \| Tupandactylus navigans \| \| \| \| \| \| Tupandactylus imperator \| \| \| \| |
|  |                                                                                    |
|  | Tupandactylus navigans                                                             |
|  |                                                                                    |
|  | Tupandactylus imperator                                                            |
|  |                                                                                    |

|  | Tupandactylus navigans  |
|  |                         |
|  | Tupandactylus imperator |
|  |                         |

|  | Huaxiapterus benxiensis |
|  |                         |
|  | Huaxiapterus corollatus |
|  |                         |

|  | Tapejara wellnhoferi                                                               |
|  |                                                                                    |
|  | \| \| Tupandactylus navigans \| \| \| \| \| \| Tupandactylus imperator \| \| \| \| |
|  |                                                                                    |
|  | Tupandactylus navigans                                                             |
|  |                                                                                    |
|  | Tupandactylus imperator                                                            |
|  |                                                                                    |

|  | Tupandactylus navigans  |
|  |                         |
|  | Tupandactylus imperator |
|  |                         |

|  | Jidapterus edentus           |
|  |                              |
|  | Shenzhoupterus chaoyangensis |
|  |                              |
|  | Chaoyangopterus zhangi       |
|  |                              |

|  | Sinopterus jii   |
|  |                  |
|  | Sinopterus dongi |
|  |                  |

|  | Huaxiapterus benxiensis |
|  |                         |
|  | Huaxiapterus corollatus |
|  |                         |

|  | Tapejara wellnhoferi                                                               |
|  |                                                                                    |
|  | \| \| Tupandactylus navigans \| \| \| \| \| \| Tupandactylus imperator \| \| \| \| |
|  |                                                                                    |
|  | Tupandactylus navigans                                                             |
|  |                                                                                    |
|  | Tupandactylus imperator                                                            |
|  |                                                                                    |

|  | Tupandactylus navigans  |
|  |                         |
|  | Tupandactylus imperator |
|  |                         |

|  | Huaxiapterus benxiensis |
|  |                         |
|  | Huaxiapterus corollatus |
|  |                         |

|  | Tapejara wellnhoferi                                                               |
|  |                                                                                    |
|  | \| \| Tupandactylus navigans \| \| \| \| \| \| Tupandactylus imperator \| \| \| \| |
|  |                                                                                    |
|  | Tupandactylus navigans                                                             |
|  |                                                                                    |
|  | Tupandactylus imperator                                                            |
|  |                                                                                    |

|  | Tupandactylus navigans  |
|  |                         |
|  | Tupandactylus imperator |
|  |                         |

|  | Sinopterus jii   |
|  |                  |
|  | Sinopterus dongi |
|  |                  |

|  | Huaxiapterus benxiensis |
|  |                         |
|  | Huaxiapterus corollatus |
|  |                         |

|  | Tapejara wellnhoferi                                                               |
|  |                                                                                    |
|  | \| \| Tupandactylus navigans \| \| \| \| \| \| Tupandactylus imperator \| \| \| \| |
|  |                                                                                    |
|  | Tupandactylus navigans                                                             |
|  |                                                                                    |
|  | Tupandactylus imperator                                                            |
|  |                                                                                    |

|  | Tupandactylus navigans  |
|  |                         |
|  | Tupandactylus imperator |
|  |                         |

|  | Huaxiapterus benxiensis |
|  |                         |
|  | Huaxiapterus corollatus |
|  |                         |

|  | Tapejara wellnhoferi                                                               |
|  |                                                                                    |
|  | \| \| Tupandactylus navigans \| \| \| \| \| \| Tupandactylus imperator \| \| \| \| |
|  |                                                                                    |
|  | Tupandactylus navigans                                                             |
|  |                                                                                    |
|  | Tupandactylus imperator                                                            |
|  |                                                                                    |

|  | Tupandactylus navigans  |
|  |                         |
|  | Tupandactylus imperator |
|  |                         |

|  | Thalassodromeus sethi                                                         |
|  |                                                                               |
|  | \| \| Tupuxuara deliradamus \| \| \| \| \| \| Tupuxuara leonardii \| \| \| \| |
|  |                                                                               |
|  | Tupuxuara deliradamus                                                         |
|  |                                                                               |
|  | Tupuxuara leonardii                                                           |
|  |                                                                               |

|  | Tupuxuara deliradamus |
|  |                       |
|  | Tupuxuara leonardii   |
|  |                       |

|  | Jidapterus edentus           |
|  |                              |
|  | Shenzhoupterus chaoyangensis |
|  |                              |
|  | Chaoyangopterus zhangi       |
|  |                              |

|  | Sinopterus jii   |
|  |                  |
|  | Sinopterus dongi |
|  |                  |

|  | Huaxiapterus benxiensis |
|  |                         |
|  | Huaxiapterus corollatus |
|  |                         |

|  | Tapejara wellnhoferi                                                               |
|  |                                                                                    |
|  | \| \| Tupandactylus navigans \| \| \| \| \| \| Tupandactylus imperator \| \| \| \| |
|  |                                                                                    |
|  | Tupandactylus navigans                                                             |
|  |                                                                                    |
|  | Tupandactylus imperator                                                            |
|  |                                                                                    |

|  | Tupandactylus navigans  |
|  |                         |
|  | Tupandactylus imperator |
|  |                         |

|  | Huaxiapterus benxiensis |
|  |                         |
|  | Huaxiapterus corollatus |
|  |                         |

|  | Tapejara wellnhoferi                                                               |
|  |                                                                                    |
|  | \| \| Tupandactylus navigans \| \| \| \| \| \| Tupandactylus imperator \| \| \| \| |
|  |                                                                                    |
|  | Tupandactylus navigans                                                             |
|  |                                                                                    |
|  | Tupandactylus imperator                                                            |
|  |                                                                                    |

|  | Tupandactylus navigans  |
|  |                         |
|  | Tupandactylus imperator |
|  |                         |

|  | Sinopterus jii   |
|  |                  |
|  | Sinopterus dongi |
|  |                  |

|  | Huaxiapterus benxiensis |
|  |                         |
|  | Huaxiapterus corollatus |
|  |                         |

|  | Tapejara wellnhoferi                                                               |
|  |                                                                                    |
|  | \| \| Tupandactylus navigans \| \| \| \| \| \| Tupandactylus imperator \| \| \| \| |
|  |                                                                                    |
|  | Tupandactylus navigans                                                             |
|  |                                                                                    |
|  | Tupandactylus imperator                                                            |
|  |                                                                                    |

|  | Tupandactylus navigans  |
|  |                         |
|  | Tupandactylus imperator |
|  |                         |

|  | Huaxiapterus benxiensis |
|  |                         |
|  | Huaxiapterus corollatus |
|  |                         |

|  | Tapejara wellnhoferi                                                               |
|  |                                                                                    |
|  | \| \| Tupandactylus navigans \| \| \| \| \| \| Tupandactylus imperator \| \| \| \| |
|  |                                                                                    |
|  | Tupandactylus navigans                                                             |
|  |                                                                                    |
|  | Tupandactylus imperator                                                            |
|  |                                                                                    |

|  | Tupandactylus navigans  |
|  |                         |
|  | Tupandactylus imperator |
|  |                         |

|  | Jidapterus edentus           |
|  |                              |
|  | Shenzhoupterus chaoyangensis |
|  |                              |
|  | Chaoyangopterus zhangi       |
|  |                              |

|  | Sinopterus jii   |
|  |                  |
|  | Sinopterus dongi |
|  |                  |

|  | Huaxiapterus benxiensis |
|  |                         |
|  | Huaxiapterus corollatus |
|  |                         |

|  | Tapejara wellnhoferi                                                               |
|  |                                                                                    |
|  | \| \| Tupandactylus navigans \| \| \| \| \| \| Tupandactylus imperator \| \| \| \| |
|  |                                                                                    |
|  | Tupandactylus navigans                                                             |
|  |                                                                                    |
|  | Tupandactylus imperator                                                            |
|  |                                                                                    |

|  | Tupandactylus navigans  |
|  |                         |
|  | Tupandactylus imperator |
|  |                         |

|  | Huaxiapterus benxiensis |
|  |                         |
|  | Huaxiapterus corollatus |
|  |                         |

|  | Tapejara wellnhoferi                                                               |
|  |                                                                                    |
|  | \| \| Tupandactylus navigans \| \| \| \| \| \| Tupandactylus imperator \| \| \| \| |
|  |                                                                                    |
|  | Tupandactylus navigans                                                             |
|  |                                                                                    |
|  | Tupandactylus imperator                                                            |
|  |                                                                                    |

|  | Tupandactylus navigans  |
|  |                         |
|  | Tupandactylus imperator |
|  |                         |

|  | Sinopterus jii   |
|  |                  |
|  | Sinopterus dongi |
|  |                  |

|  | Huaxiapterus benxiensis |
|  |                         |
|  | Huaxiapterus corollatus |
|  |                         |

|  | Tapejara wellnhoferi                                                               |
|  |                                                                                    |
|  | \| \| Tupandactylus navigans \| \| \| \| \| \| Tupandactylus imperator \| \| \| \| |
|  |                                                                                    |
|  | Tupandactylus navigans                                                             |
|  |                                                                                    |
|  | Tupandactylus imperator                                                            |
|  |                                                                                    |

|  | Tupandactylus navigans  |
|  |                         |
|  | Tupandactylus imperator |
|  |                         |

|  | Huaxiapterus benxiensis |
|  |                         |
|  | Huaxiapterus corollatus |
|  |                         |

|  | Tapejara wellnhoferi                                                               |
|  |                                                                                    |
|  | \| \| Tupandactylus navigans \| \| \| \| \| \| Tupandactylus imperator \| \| \| \| |
|  |                                                                                    |
|  | Tupandactylus navigans                                                             |
|  |                                                                                    |
|  | Tupandactylus imperator                                                            |
|  |                                                                                    |

|  | Tupandactylus navigans  |
|  |                         |
|  | Tupandactylus imperator |
|  |                         |

|  | Thalassodromeus sethi                                                         |
|  |                                                                               |
|  | \| \| Tupuxuara deliradamus \| \| \| \| \| \| Tupuxuara leonardii \| \| \| \| |
|  |                                                                               |
|  | Tupuxuara deliradamus                                                         |
|  |                                                                               |
|  | Tupuxuara leonardii                                                           |
|  |                                                                               |

|  | Tupuxuara deliradamus |
|  |                       |
|  | Tupuxuara leonardii   |
|  |                       |

|  | Jidapterus edentus           |
|  |                              |
|  | Shenzhoupterus chaoyangensis |
|  |                              |
|  | Chaoyangopterus zhangi       |
|  |                              |

|  | Sinopterus jii   |
|  |                  |
|  | Sinopterus dongi |
|  |                  |

|  | Huaxiapterus benxiensis |
|  |                         |
|  | Huaxiapterus corollatus |
|  |                         |

|  | Tapejara wellnhoferi                                                               |
|  |                                                                                    |
|  | \| \| Tupandactylus navigans \| \| \| \| \| \| Tupandactylus imperator \| \| \| \| |
|  |                                                                                    |
|  | Tupandactylus navigans                                                             |
|  |                                                                                    |
|  | Tupandactylus imperator                                                            |
|  |                                                                                    |

|  | Tupandactylus navigans  |
|  |                         |
|  | Tupandactylus imperator |
|  |                         |

|  | Huaxiapterus benxiensis |
|  |                         |
|  | Huaxiapterus corollatus |
|  |                         |

|  | Tapejara wellnhoferi                                                               |
|  |                                                                                    |
|  | \| \| Tupandactylus navigans \| \| \| \| \| \| Tupandactylus imperator \| \| \| \| |
|  |                                                                                    |
|  | Tupandactylus navigans                                                             |
|  |                                                                                    |
|  | Tupandactylus imperator                                                            |
|  |                                                                                    |

|  | Tupandactylus navigans  |
|  |                         |
|  | Tupandactylus imperator |
|  |                         |

|  | Sinopterus jii   |
|  |                  |
|  | Sinopterus dongi |
|  |                  |

|  | Huaxiapterus benxiensis |
|  |                         |
|  | Huaxiapterus corollatus |
|  |                         |

|  | Tapejara wellnhoferi                                                               |
|  |                                                                                    |
|  | \| \| Tupandactylus navigans \| \| \| \| \| \| Tupandactylus imperator \| \| \| \| |
|  |                                                                                    |
|  | Tupandactylus navigans                                                             |
|  |                                                                                    |
|  | Tupandactylus imperator                                                            |
|  |                                                                                    |

|  | Tupandactylus navigans  |
|  |                         |
|  | Tupandactylus imperator |
|  |                         |

|  | Huaxiapterus benxiensis |
|  |                         |
|  | Huaxiapterus corollatus |
|  |                         |

|  | Tapejara wellnhoferi                                                               |
|  |                                                                                    |
|  | \| \| Tupandactylus navigans \| \| \| \| \| \| Tupandactylus imperator \| \| \| \| |
|  |                                                                                    |
|  | Tupandactylus navigans                                                             |
|  |                                                                                    |
|  | Tupandactylus imperator                                                            |
|  |                                                                                    |

|  | Tupandactylus navigans  |
|  |                         |
|  | Tupandactylus imperator |
|  |                         |

|  | Jidapterus edentus           |
|  |                              |
|  | Shenzhoupterus chaoyangensis |
|  |                              |
|  | Chaoyangopterus zhangi       |
|  |                              |

|  | Sinopterus jii   |
|  |                  |
|  | Sinopterus dongi |
|  |                  |

|  | Huaxiapterus benxiensis |
|  |                         |
|  | Huaxiapterus corollatus |
|  |                         |

|  | Tapejara wellnhoferi                                                               |
|  |                                                                                    |
|  | \| \| Tupandactylus navigans \| \| \| \| \| \| Tupandactylus imperator \| \| \| \| |
|  |                                                                                    |
|  | Tupandactylus navigans                                                             |
|  |                                                                                    |
|  | Tupandactylus imperator                                                            |
|  |                                                                                    |

|  | Tupandactylus navigans  |
|  |                         |
|  | Tupandactylus imperator |
|  |                         |

|  | Huaxiapterus benxiensis |
|  |                         |
|  | Huaxiapterus corollatus |
|  |                         |

|  | Tapejara wellnhoferi                                                               |
|  |                                                                                    |
|  | \| \| Tupandactylus navigans \| \| \| \| \| \| Tupandactylus imperator \| \| \| \| |
|  |                                                                                    |
|  | Tupandactylus navigans                                                             |
|  |                                                                                    |
|  | Tupandactylus imperator                                                            |
|  |                                                                                    |

|  | Tupandactylus navigans  |
|  |                         |
|  | Tupandactylus imperator |
|  |                         |

|  | Sinopterus jii   |
|  |                  |
|  | Sinopterus dongi |
|  |                  |

|  | Huaxiapterus benxiensis |
|  |                         |
|  | Huaxiapterus corollatus |
|  |                         |

|  | Tapejara wellnhoferi                                                               |
|  |                                                                                    |
|  | \| \| Tupandactylus navigans \| \| \| \| \| \| Tupandactylus imperator \| \| \| \| |
|  |                                                                                    |
|  | Tupandactylus navigans                                                             |
|  |                                                                                    |
|  | Tupandactylus imperator                                                            |
|  |                                                                                    |

|  | Tupandactylus navigans  |
|  |                         |
|  | Tupandactylus imperator |
|  |                         |

|  | Huaxiapterus benxiensis |
|  |                         |
|  | Huaxiapterus corollatus |
|  |                         |

|  | Tapejara wellnhoferi                                                               |
|  |                                                                                    |
|  | \| \| Tupandactylus navigans \| \| \| \| \| \| Tupandactylus imperator \| \| \| \| |
|  |                                                                                    |
|  | Tupandactylus navigans                                                             |
|  |                                                                                    |
|  | Tupandactylus imperator                                                            |
|  |                                                                                    |

|  | Tupandactylus navigans  |
|  |                         |
|  | Tupandactylus imperator |
|  |                         |

|  | Thalassodromeus sethi                                                         |
|  |                                                                               |
|  | \| \| Tupuxuara deliradamus \| \| \| \| \| \| Tupuxuara leonardii \| \| \| \| |
|  |                                                                               |
|  | Tupuxuara deliradamus                                                         |
|  |                                                                               |
|  | Tupuxuara leonardii                                                           |
|  |                                                                               |

|  | Tupuxuara deliradamus |
|  |                       |
|  | Tupuxuara leonardii   |
|  |                       |

|  | Jidapterus edentus           |
|  |                              |
|  | Shenzhoupterus chaoyangensis |
|  |                              |
|  | Chaoyangopterus zhangi       |
|  |                              |

|  | Sinopterus jii   |
|  |                  |
|  | Sinopterus dongi |
|  |                  |

|  | Huaxiapterus benxiensis |
|  |                         |
|  | Huaxiapterus corollatus |
|  |                         |

|  | Tapejara wellnhoferi                                                               |
|  |                                                                                    |
|  | \| \| Tupandactylus navigans \| \| \| \| \| \| Tupandactylus imperator \| \| \| \| |
|  |                                                                                    |
|  | Tupandactylus navigans                                                             |
|  |                                                                                    |
|  | Tupandactylus imperator                                                            |
|  |                                                                                    |

|  | Tupandactylus navigans  |
|  |                         |
|  | Tupandactylus imperator |
|  |                         |

|  | Huaxiapterus benxiensis |
|  |                         |
|  | Huaxiapterus corollatus |
|  |                         |

|  | Tapejara wellnhoferi                                                               |
|  |                                                                                    |
|  | \| \| Tupandactylus navigans \| \| \| \| \| \| Tupandactylus imperator \| \| \| \| |
|  |                                                                                    |
|  | Tupandactylus navigans                                                             |
|  |                                                                                    |
|  | Tupandactylus imperator                                                            |
|  |                                                                                    |

|  | Tupandactylus navigans  |
|  |                         |
|  | Tupandactylus imperator |
|  |                         |

|  | Sinopterus jii   |
|  |                  |
|  | Sinopterus dongi |
|  |                  |

|  | Huaxiapterus benxiensis |
|  |                         |
|  | Huaxiapterus corollatus |
|  |                         |

|  | Tapejara wellnhoferi                                                               |
|  |                                                                                    |
|  | \| \| Tupandactylus navigans \| \| \| \| \| \| Tupandactylus imperator \| \| \| \| |
|  |                                                                                    |
|  | Tupandactylus navigans                                                             |
|  |                                                                                    |
|  | Tupandactylus imperator                                                            |
|  |                                                                                    |

|  | Tupandactylus navigans  |
|  |                         |
|  | Tupandactylus imperator |
|  |                         |

|  | Huaxiapterus benxiensis |
|  |                         |
|  | Huaxiapterus corollatus |
|  |                         |

|  | Tapejara wellnhoferi                                                               |
|  |                                                                                    |
|  | \| \| Tupandactylus navigans \| \| \| \| \| \| Tupandactylus imperator \| \| \| \| |
|  |                                                                                    |
|  | Tupandactylus navigans                                                             |
|  |                                                                                    |
|  | Tupandactylus imperator                                                            |
|  |                                                                                    |

|  | Tupandactylus navigans  |
|  |                         |
|  | Tupandactylus imperator |
|  |                         |

|  | Jidapterus edentus           |
|  |                              |
|  | Shenzhoupterus chaoyangensis |
|  |                              |
|  | Chaoyangopterus zhangi       |
|  |                              |

|  | Sinopterus jii   |
|  |                  |
|  | Sinopterus dongi |
|  |                  |

|  | Huaxiapterus benxiensis |
|  |                         |
|  | Huaxiapterus corollatus |
|  |                         |

|  | Tapejara wellnhoferi                                                               |
|  |                                                                                    |
|  | \| \| Tupandactylus navigans \| \| \| \| \| \| Tupandactylus imperator \| \| \| \| |
|  |                                                                                    |
|  | Tupandactylus navigans                                                             |
|  |                                                                                    |
|  | Tupandactylus imperator                                                            |
|  |                                                                                    |

|  | Tupandactylus navigans  |
|  |                         |
|  | Tupandactylus imperator |
|  |                         |

|  | Huaxiapterus benxiensis |
|  |                         |
|  | Huaxiapterus corollatus |
|  |                         |

|  | Tapejara wellnhoferi                                                               |
|  |                                                                                    |
|  | \| \| Tupandactylus navigans \| \| \| \| \| \| Tupandactylus imperator \| \| \| \| |
|  |                                                                                    |
|  | Tupandactylus navigans                                                             |
|  |                                                                                    |
|  | Tupandactylus imperator                                                            |
|  |                                                                                    |

|  | Tupandactylus navigans  |
|  |                         |
|  | Tupandactylus imperator |
|  |                         |

|  | Sinopterus jii   |
|  |                  |
|  | Sinopterus dongi |
|  |                  |

|  | Huaxiapterus benxiensis |
|  |                         |
|  | Huaxiapterus corollatus |
|  |                         |

|  | Tapejara wellnhoferi                                                               |
|  |                                                                                    |
|  | \| \| Tupandactylus navigans \| \| \| \| \| \| Tupandactylus imperator \| \| \| \| |
|  |                                                                                    |
|  | Tupandactylus navigans                                                             |
|  |                                                                                    |
|  | Tupandactylus imperator                                                            |
|  |                                                                                    |

|  | Tupandactylus navigans  |
|  |                         |
|  | Tupandactylus imperator |
|  |                         |

|  | Huaxiapterus benxiensis |
|  |                         |
|  | Huaxiapterus corollatus |
|  |                         |

|  | Tapejara wellnhoferi                                                               |
|  |                                                                                    |
|  | \| \| Tupandactylus navigans \| \| \| \| \| \| Tupandactylus imperator \| \| \| \| |
|  |                                                                                    |
|  | Tupandactylus navigans                                                             |
|  |                                                                                    |
|  | Tupandactylus imperator                                                            |
|  |                                                                                    |

|  | Tupandactylus navigans  |
|  |                         |
|  | Tupandactylus imperator |
|  |                         |

## Vehículo aéreo no tripulado Pterodrone

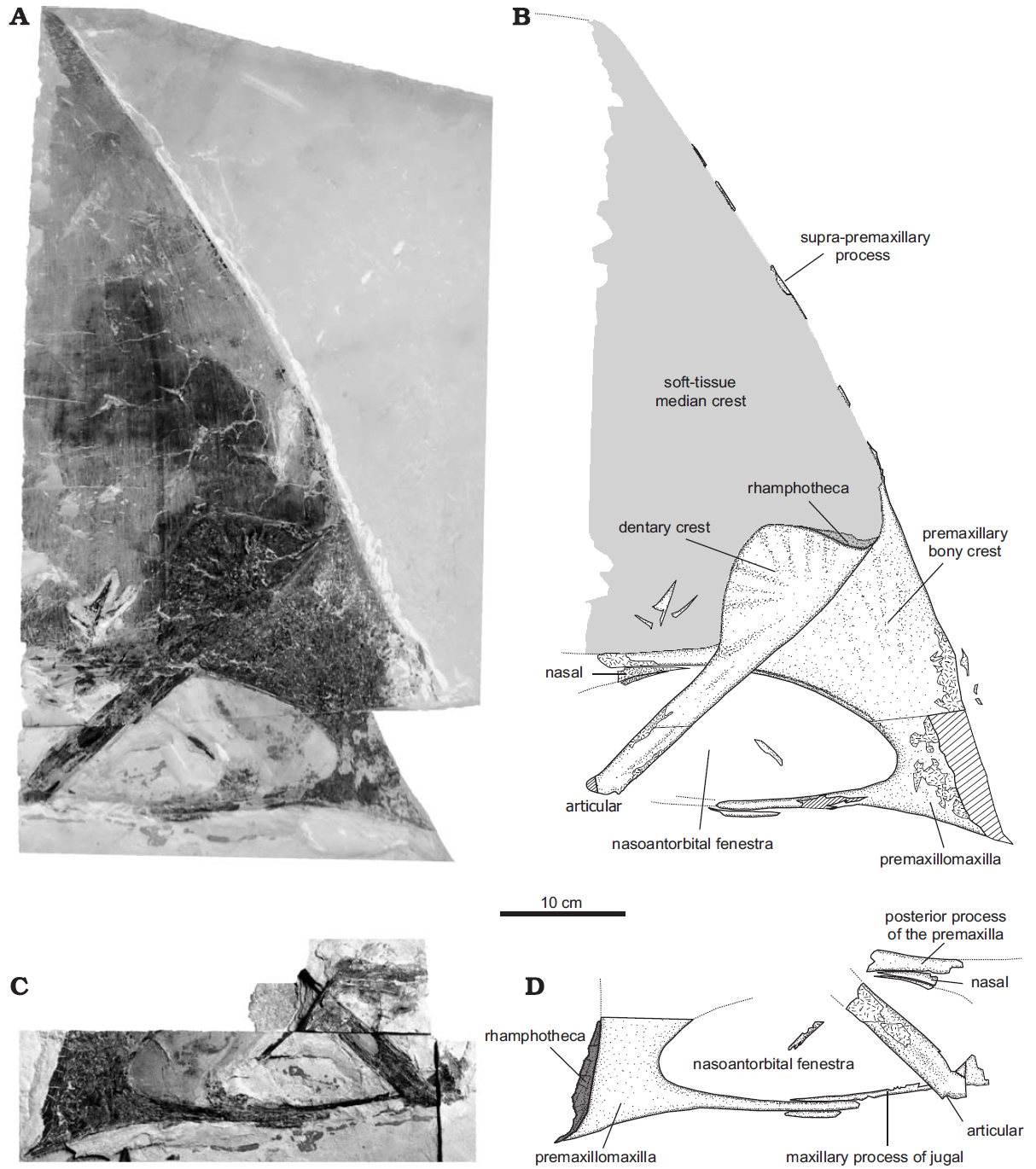
T. imperator, espécimen CPCA 3590

Un equipo de investigación consistente en el paleontólogo Sankar Chatterjee de la Texas Tech University, el ingeniero aeronáutico Rick Lind de la Universidad de Florida, y sus estudiantes Andy Gedeon y Brian Roberts buscaron recrear las características físiscas y biológicas de este pterosaurio – piel, vasos sanguíneos, músculos, tendones, nervios, la cresta craneal, la estructura del esqueleto, etc. – para desarrollar un vehículo aéreo no tripulado que no solo vuele sino también camine y navege tal como el animal original, al que se le denominó Pterodrone.
La gran cresta delgada en su cabeza a modo de vela serviría como un órgano sensorial que actuaría de manera similar a una computadora de vuelo en una aeronave moderna y también ayudaría a controlar su agilidad para girar. “Estos animales tomaron lo mejor de los murciélagos y las aves,” - dijo Chatterjee - “Ellos tenían la maniobrabilidad de un murciélago, pero podían planear como un albatros. Nada vivo actualmente se compara con el desempeño y la agilidad de estos animales. Ellos vivieron por 160 millones de años, por tanto no eran animales tontos. Los cielos eran oscurecidos por bandadas de ellos. Fueron los animales voladores dominantes de su tiempo.” “Hemos encontrado que pudieron realmente navegar sobre el viento por muy largos períodos así como volar sobre los océanos.... Al alzar sus alas como las velas de un bote, pudieron usar la más leve brisa de la misma manera en que un catamarán se mueve por el agua. Podían despegar rápidamente y volar largas distancias con poco esfuerzo.”
No obstante, la precisión de estos estudios ha sido puesta en duda. Se ha señalado que los tapejáridos tenían alas cortas, tan dotadas para el planeo como las de las aves Galliformes, las cuales son más coherentes con adaptaciones para la vida terrestre y trepar a los árboles. Igualmente, no se ha percibido evidencia de una función aerodinámica de la cresta, y Sankar Chatterjee parece haber ignorado los más recientes estudios aerodinámicos sobre los pterosaurios para sus conclusiones.

## En la cultura popular

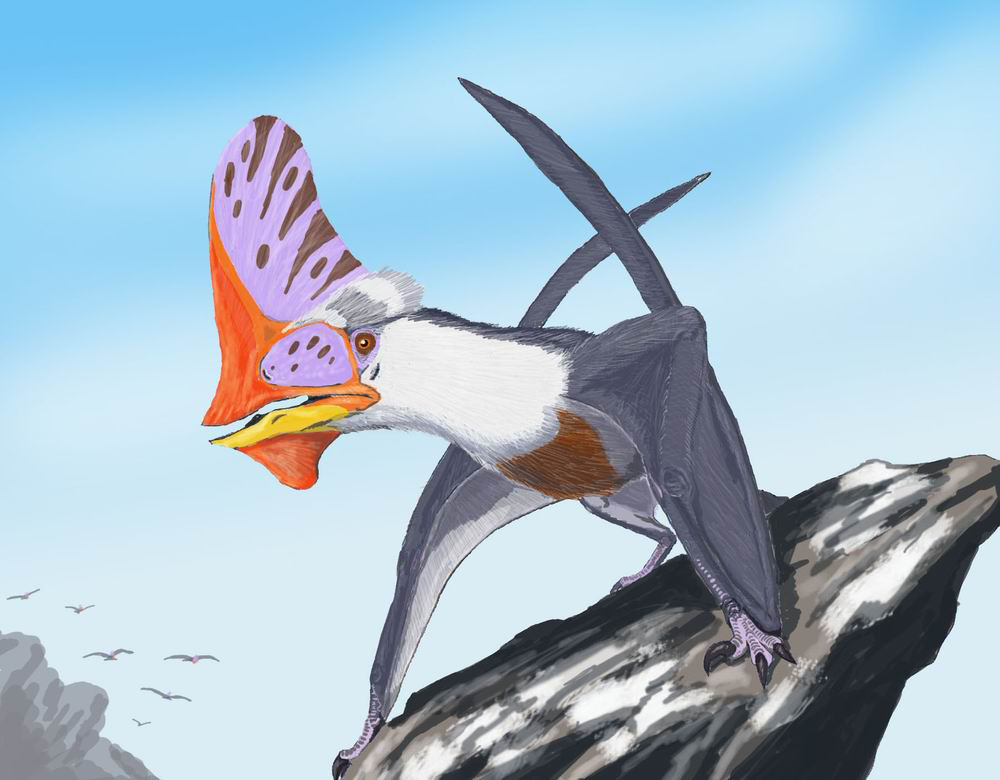
Reconstrucción artística de T. navigans

Tupandactylus navigans (clasificado como Tapejara por ese entonces) apareció en la serie de televisión de la BBC Paseando con Dinosaurios, representado durante una hipotética temporada de apareamiento en Brasil, junto a Ornithocheirus. Curiosamente, aunque la serie fue estrenada en 1999, T. navigans no fue formalmente descrito y nombrado hasta 2003.